# San Francisco Chronicle
Il San Francisco Chronicle è un quotidiano distribuito principalmente nell'area della baia di San Francisco, ma anche attraverso il nord e il centro della California, da Sacramento fino alla contea di San Luis Obispo.

## Storia
Venne fondato nel 1865 come The Daily Dramatic Chronicle dai fratelli Charles de Young e Michael H. de Young Il giornale crebbe insieme alla città di San Francisco diventando il più diffuso quotidiano della west coast degli Stati Uniti fin dal 1880. Agli inizi degli anni duemila subì però un rapido calo nelle vendite, portandolo, nel marzo 2010, al 24º posto nella classifica dei giornali statunitensi più letti.